# Tâm Địa Giác Tâm
Tâm Địa Giác Tâm (zh. 心地覺心, ja. shinchi kakushin) 1207-1298, là một vị Thiền sư Nhật Bản thuộc tông Lâm Tế, đắc pháp nơi Thiền sư Trung Quốc Vô Môn Huệ Khai. Sư là người mang tập công án quan trọng Vô môn quan sang Nhật và phổ biến phương pháp quán công án tại đây.
Sư sinh trưởng tại Nagano, xuất gia năm 14 tuổi và thụ giới cụ túc năm 28 tuổi. Ban đầu Sư tu tập theo Chân ngôn tông trên núi Cao Dã (高野, ja. kōya) và cũng nơi đây, Sư tiếp xúc với Thiền tông lần đầu qua một vị đệ tử của Thiền sư Minh Am Vinh Tây (明菴榮西, ja. myōan eisai) là Thối Canh Hành Dũng (退耕行勇, ja. taikō gyōyū). Sau đó, Sư tham học với nhiều vị Thiền sư đương thời, trong đó có cả Thiền sư Đạo Nguyên Hi Huyền (ja. dōgen kigen). Năm 1249, Sư cất bước sang Trung Quốc du học, một cuộc hành trình kéo dài gần sáu năm (1249-1254).
Đến Trung Quốc, Sư có nguyện vọng tham học nơi Thiền sư Vô Chuẩn Sư Phạm nhưng vị Thiền sư danh tiếng này đã qua đời và vì thế, Sư cất bước chu du khắp nơi. Trong cuộc hành trình này, Sư cũng có dịp tiếp xúc với các Thiền sư thuộc Phổ Hoá tông và học cách thổi sáo Xích bát (zh. 尺八, ja. shakuhachi) của họ—một cách nhiếp tâm khác thay vì tụng kinh niệm Phật. Được một bạn đạo đồng hương khuyên, Sư đến Thiền sư Vô Môn Huệ Khai—vị Thiền sư danh tiếng nhất đương thời—cầu học yếu chỉ Thiền. Cuộc gặp gỡ này xảy ra một cách rất thân mật. Khi thấy vị khách hiếu học từ Nhật đến, sư Huệ Khai hỏi ngay: "Chẳng có cửa nào để vào đây, ngươi vào thế nào được?". Sư đáp: "Con đến từ nơi không cửa (vô môn)". Huệ Khai hỏi tiếp: "Ngươi tên gì?". Sư thưa: "Giác Tâm." Sư Huệ Khai liền làm ngay bài kệ:
Tâm chính là Phật
Phật chính là Tâm
Quá khứ, hiện tại
Phật Tâm như nhau
Chỉ sau sáu tháng tu tập, Sư được Huệ Khai ấn khả. Trước khi rời thầy, Sư được Huệ Khai chính tay trao cho ca-sa, một bức chân dung và một bản của Vô môn quan.
Sau khi về Nhật, Sư lưu lại một thời gian tại núi Cao Dã và không bao lâu, Sư sáng lập một thiền viện tại Wakayama với tên Tây Phương tự (zh. 西芳寺, ja. saihō-ji)—sau được đổi tên là Hưng Quốc tự (zh. 興國寺, ja. kōkoku-ji)—nơi Sư trụ trì 40 năm sau đó. Sư được các vị Nhật hoàng mời đến Kinh Đô (ja. kyōto) nhiều lần thuyết pháp và được phong danh hiệu Pháp Đăng Viên Minh Quốc sư (zh. 法燈圓明國師, ja. hottō emmyō kokushi).
Sư truyền dòng thiền Lâm Tế hệ phái Dương Kì (zh. 楊岐派, ja. yōgi-ha) tại Nhật và được xem là một trong những Đại Thiền sư nơi đây. Sư sử dụng phương pháp quán công án để hướng dẫn các đệ tử trên đường giác ngộ và công án thường được Sư sử dụng nhất là công án thứ nhất, "Vô" của Vô môn quan. Ngoài phương pháp quán công án, Sư cũng chú trọng đến việc thực hành các nghi lễ theo Chân ngôn tông. Ngoài các việc nói trên, Sư cũng được xem là người truyền Phổ Hoá tông sang Nhật, một tông phái tồn tại đến thời cận đại.
Sư và các môn đệ sau vài thế hệ thành lập một hệ phái trong tông Lâm Tế tại Nhật Bản, được gọi là Pháp Đăng phái (zh. 法燈派, ja. hottō-ha). Thành tựu lớn của Sư được xem là việc đem tập Vô môn quan sang Nhật. Không bao lâu sau đó, tập công án quan trọng thứ hai của tông Lâm Tế là Bích nham lục (zh. 碧巖錄, ja. hekigan-roku) cũng được truyền sang đây và như vậy, hai tác phẩm căn bản của tông này đã có mặt, việc truyền bá Thiền đã đứng vững.